# Курциус, Эрнст
Эрнст Курциус, Эрнст Куртиус (нем. Ernst Curtius; 2 сентября 1814, Любек — 11 июля 1896, Берлин) — немецкий классический археолог, эпиграфист и историк античности.

## Биография
Эрнст был сыном Карла Георга Курциуса (1771—1857) и Доротеи Плессинг. Его братья — будущий пастор и богослов Пауль Курциус (1808—1833), мэр Любека Теодор Курциус (1811—1889), филолог и лингвист Георг Курциус (1820—1885). Внук — филолог Эрнст Роберт Курциус.
Эрнст Курциус учился в школе Святой Екатерины (Katharineum) в Любеке. Там он подружился с будущим поэтом и драматургом Эмануэлем Гейбелем. После окончания средней школы на Пасху 1833 года Курциус начал изучать философию у Фридриха Готлиба Велькера и Кристиана Августа Брандиса в Бонне. Осенью 1834 года Курциус переехал в Гёттингенский университет, чтобы присоединиться к Карлу Отфриду Мюллеру в его исследовании Пелопоннеса. Общая картина истории классической античности созданная Мюллером оказала значительное влияние на мировоззрение Курциуса. В 1837 году он сопровождал К. А. Брандиса в его поездке в Грецию для изучения памятников Афин. Вместе с Мюллером и Шёллем проехал через Беотию, Фермопилы и несколько раз был в Дельфах. Курциус совершил несколько поездок по Греции и Италии с географом Карлом Риттером. В 1838 году он снова встретился с Эмануэлем Гейбелем, который в то же время путешествовал по Греции. После смерти Мюллера в этом путешествии осенью 1840 года, он отвёз его тело в Афины и похоронил там, на Колоносе (западной окраине города).
В 1841 году Курциус вернулся в Германию, в декабре 1841 года получил докторскую степень в Университете Галле за диссертацию «Commentatio de portubus Athenarum». Затем он завершил свою абилитацию по «Надписям из Дельф» (Anecdota Delphica; он начинал эту работу с Карлом Отфридом Мюллером). Осенью 1844 года Курциус был назначен прецептором (частным учителем) принца Фридриха (впоследствии императора Фридриха III) — должность, которую он занимал до 1850 года.

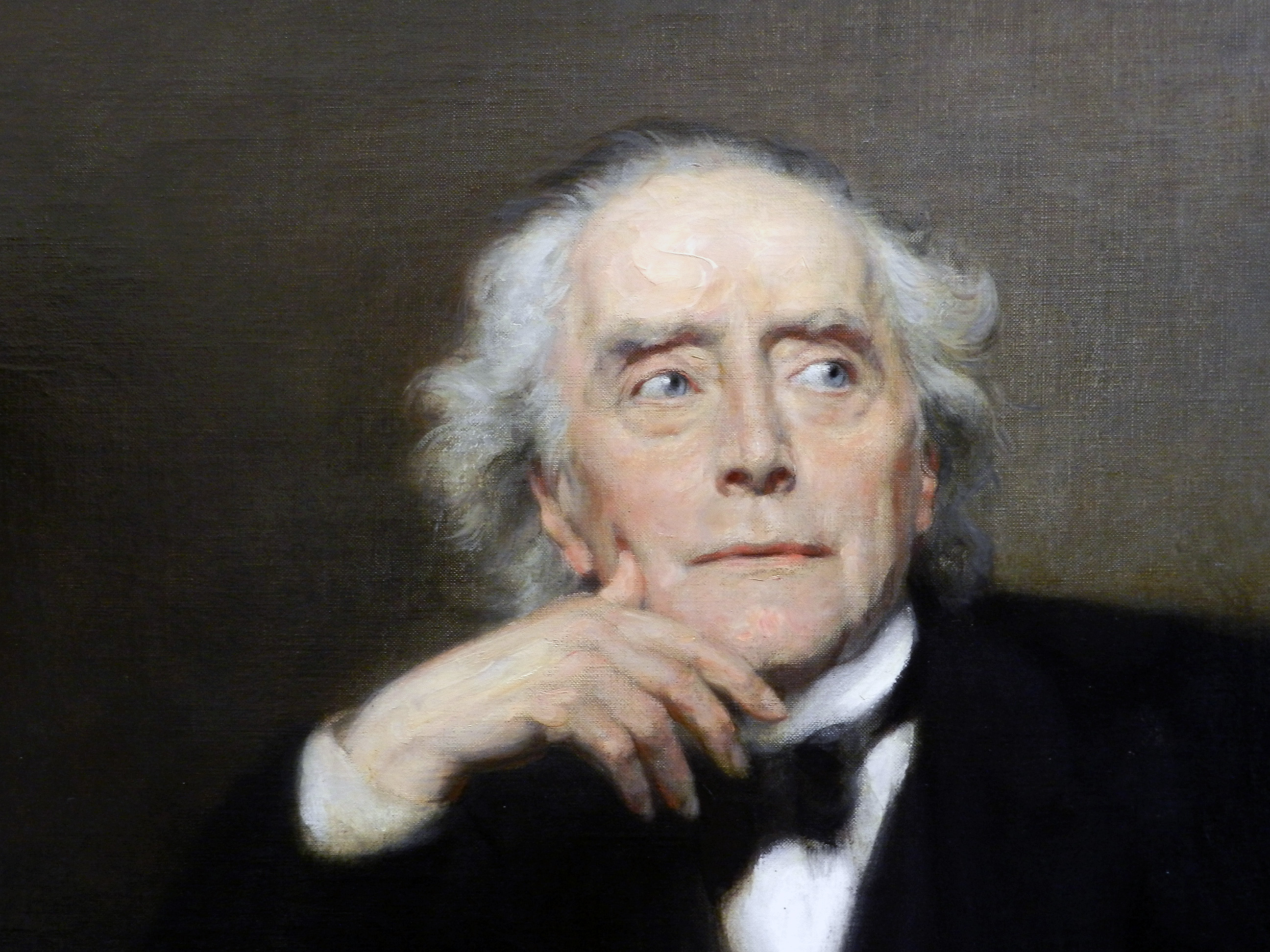
М. Корнер. Портрет Э. Курциуса. Деталь. 1890

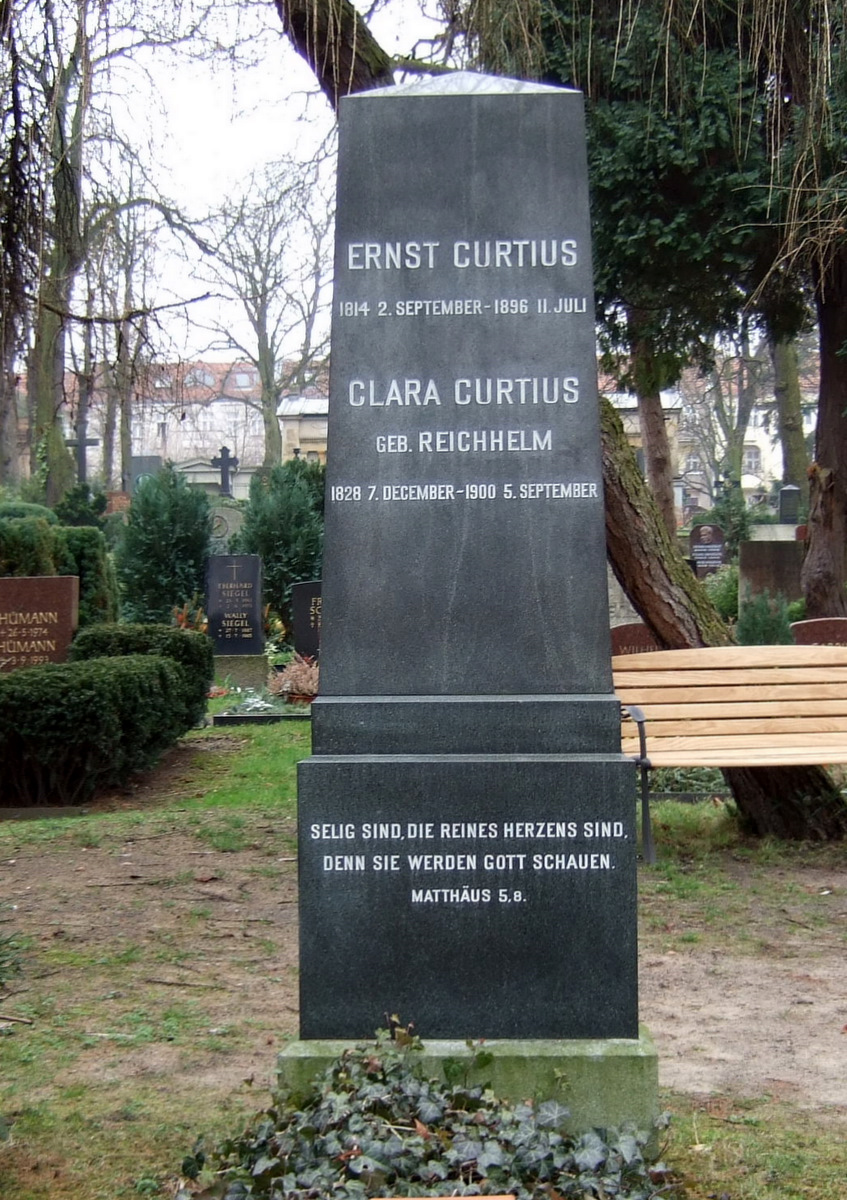
Надгробие Курциуса. Берлин

В 1850 году Курциус женился на Августе Бессер (1815—1851), урожденной Райхельм, вдове книготорговца Вильгельма Бессера (1808—1848). У него родился сын Фридрих Курциус. 10 января 1852 года Курциус прочитал знаменитую лекцию в Певческой академии в Берлине (Sing-Akademie zu Berlin) о древнегреческой Олимпии и тем самым инициировал последующие археологические раскопки на этом месте. В ноябре того же года Эрнст Курциус был принят в качестве действительного члена в Королевскую академию наук в Берлине. После того, как его жена умерла чуть более чем через год после бракосочетания и вскоре после рождения сына, Курциус женился на её младшей сестре Кларе Райхельм (1828—1900). С ней у него родилась дочь Дора, которая позднее вышла замуж за геолога Рихарда Лепсиуса.
С 1850 года в течение шести лет Эрнст Курциус был экстраординарным профессором Берлинского университета. В 1856 году Гёттингенский университет пригласил его на кафедру классической филологии и археологии.
После очередного путешествия в Грецию в 1862 году Курциус был вызван в Берлин и в следующем году назначен ординарным профессором в Берлинского университета. Когда в Берлине в 1867 году скончался Фридрих Эдуард Герхард Курциусу доверили профессору археологии в качестве его преемника. В это же время он заведовал Антиквариумом в Старом музее Берлина. В 1871 году стал секретарем философско-исторического класса (Philosophisch-historischen Klasse) Академии наук, которым оставался до 1893 года. В результате значительной подготовительной работы после окончания Франко-прусской войны 1870—1871 годов археологический институт был преобразован в Прусский государственный институт (Рreußische Staatsanstalt), а в 1874 году — в Имперский институт (Reichsinstitut). Решением Рейхстага в Афинах было создано отделение этого института (в дальнейшем: Deutsches Archäologisches Institut). В 1887 году первым секретарем института был назначен Г. Лешке. В 1878 году под руководством Курциуса и Лешке проводились раскопки на острове Эгина.
В 1874 году Курциус был направлен правительством Германии в Афины для заключения договора, по которому раскопки в Олимпии с 1875 года были разрешены исключительно для немецких археологов. Эти раскопки принесли Курциусу мировую известность. В процессе раскопок в 1877 году была найдена знаменитая статуя Гермеса работы Праксителя и многие другие скульптуры. Курциусу помогали архитектор Фридрих Адлер и начинающий археолог Вильгельм Дёрпфельд.
В 1876 году Курциус был избран в Американскую академию искусств и наук, в 1895 году в Американское философское общество, в 1889 году в Эдинбургское королевское общество и в Академию надписей и изящной словесности в Париже. 31 мая 1879 года награждён прусским орденом Pour le Mérite за заслуги в области науки и искусства.
Эрнст Куртиус умер 11 июля 1896 года в Берлине в возрасте 82 лет. Похоронен на Старом кладбище Святого Матфея (Alten St.-Matthäus-Kirchhof) в Берлине-Шёнеберге. С 1958 года его могила является «почётной, посвящённой городу Берлину» (Ehrengrab der Stadt Berlin gewidmet). В Берлине-Лихтерфельде его именем ещё при жизни, в 1895 году, была названа улица.

## Научная деятельность
Курциус был выдающимся лектором, публицистом и талантливым писателем. С 1850 года он работал над изданием первой части четырёхтомного труда «Корпус греческих надписей» (Corpus Inscriptionum Graecarum). В 1856 году началась публикация его главной работы: «Греческая история» (Griechische Geschichte, 1857—1867) — труда, обобщающего многие предыдущие исследования немецких историков и наиболее полно раскрывающего талант Курциуса писателя и концепцию его как историка. Если его предшественник К. О. Мюллер считал «дорический элемент» средоточием греческой жизни, то в работе Курциуса основное место в греческой истории отведено выходцам из Малой Азии: ионийцам. В последующей критике отмечалось, что Курциус преувеличивал этнические, культурно-исторические факторы, влияние географических условий и природной среды и недооценивал социально-экономические отношения, а также чрезмерно идеализировал греческую культуру.

## Основные публикации
- Классические исследования (Klassische Studien); в соавторстве с Э. Гейбелем, 1840
- Двенадцать аттических надписей (Inscriptiones atticae duodecim). 1843
- Дельфийские истории (Anecdota Delphica). 1843
- Акрополь в Афинах (Die Akropolis von Athen). 1844
- Наксос (Naxos). 1846
- Пелопоннес, историко-географическое описание полуострова (Peloponnesos, eine historisch-geographische Beschreibung der Halbinsel). 1851
- Олимпия (Olympia). 1852
- Ионийцы до Ионического переселения (Die Ionier vor der ionischen Wanderung). 1855
- Греческая история (Griechische Geschichte). 1857—1867; 1878—1880 (на рус. яз.: История Греции. Пер. с 4-го изд. А. Веселовский. Т. 1—3. — Москва, 1876—1880)
- Аттические исследования (Attische Studien). 1862—1865
- Эфес (Ephesos). 1874
- Античность и современность (Altertum und Gegenwart). 1875; 1882
- Раскопки в Олимпии (Die Ausgrabungen zu Olympia). 1877
- Олимпия и окрестности (Olympia und Umgegend). 1882
- Олимпия. Результаты раскопок, организованных Германским рейхом (Olympia. Die Ergebnisse der von dem deutschen Reich veranstalteten Ausgrabung); в соавторстве с Ф. Адлером, 1890—1898
- История города Афин (Die Stadtgeschichte von Athen). 1891
- Собрание сочинений (Gesammelte Abhandlungen). 1894